# Mikušová (Malá Fatra)
Mikušová (778,2 m n. m. ) je zalesněný vrchol v severní části Lúčanské Malé Fatry. Leží nad obcí Višňové a Turie, přibližně 9 km jihovýchodně od Žiliny. 

## Poloha
Nachází se ve střední části pohoří, v geomorfologickém podcelku Lúčanská Fatra a její části Lúčanské Veterné hole.  Vrchol leží v Žilinském kraji, v okrese Žilina, na hranici katastrálních území obce Višňové a Turie. Nejbližšími vrchy jsou východně situovaný Valientov diel (828 m n. m.), jihovýchodně ležící Dolná roveň (950 m n. m.) a na jihozápadě vrch Čipčie (920 m n. m.). 

## Popis
Vrchol se nachází na okraji Malé Fatry, mezi obcemi Višňové a Turie. Pokrývá ho smíšený les, což ztěžuje výhledy. Nevýrazný vrch je mimo turistických tras i zájmu turistů a v současnosti (2020) je značně poznamenán těžbou dřeva. Západní svahy se svažují do Turské doliny a právě Turianský potok odvodňuje jeho jižní a západní svahy. Zbytek vrchu odvodňuje Mlynárov potok, který na severním úpatí pramení a je přítokem říčky Rosinka. 

### Výhledy
Zalesněný vrchol omezuje výhled, který je možný jen z malých mýtin a pasek. Lokálně tak lze pozorovat zejména Žilinskou pahorkatinu a část Rajecké kotliny. Z vhodných částí také vidět okolí Žiliny, severní část Súľovských vrchů, Javorníků a Kysucké vrchoviny. Při vhodných podmínkách lze zhlédnout tisícovky Moravskoslezských Beskyd ( Kněhyně, Smrk a Lysá hora). 

## Přístup
Na vrchol nevedou značené trasy, přístup je možný lesem z Višňového a Turia. 